# Psi Bootis
Psi Bootis (ψ Boo / 43 Bootis) es una estrella en la constelación de  Bootes.
De magnitud aparente +4,52, se encuentra a 246 años luz del sistema solar.

## Denominación tradicional
En la tradición astronómica árabe, Psi Bootis recibe el nombre de Aulanáthlat. Esta estrella que junto con otra estrella del brazo derecho del boyero que muy probablemente sea la brillante Izar (Épsilon (ε) Bootis) fueron denominadas como "las pequeñas" (Al Aulād al Nadhlāt) refiriéndose a los cachorritos más pequeños del asterismo de  Las hienas.
"Las hienas" lo forman las estrellas más brillantes del sector superior de Boyero: Nekkar (Beta (β) Bootis), Seginus (Gamma (γ) Bootis), Princeps (Delta (δ) Bootis) y Alkalurops (Mu (μ) Bootis).

## Características
Psi Bootis es una gigante naranja de tipo espectral K2III con una temperatura efectiva de 4315 ± 4 K.
Es 106 veces más luminosa que el Sol, siendo su luminosidad la mitad de la de Arturo (α Bootis) y una cuarta parte de la de Izar A (ε Bootis), ambas gigantes naranjas en esta misma constelación.
Tiene un diámetro 20 veces más grande que el diámetro solar y gira lentamente sobre sí misma con una velocidad de rotación proyectada de 1,6 km/s.
Presenta un contenido metálico notablemente inferior al solar, siendo su índice de metalicidad [Fe/H] = -0,35.

## Cinemática
Psi Bootis se mueve a través de la Vía Láctea con una velocidad relativa respecto al Sol de 68,1 km/s, algo más elevada que la media de las estrellas del entorno solar.
Su órbita galáctica es relativamente excéntrica (e = 0,34) en comparación a la órbita del Sol (e = 0,16).